# Réserve naturelle régionale du massif du Pibeste-Aoulhet
La réserve naturelle régionale du massif du Pibeste-Aoulhet (RNR241) est une réserve naturelle régionale du massif montagneux des Pyrénées en région Occitanie. Classée en 2012, elle occupe une surface de 5 110 hectares et constitue depuis son classement la plus vaste réserve naturelle régionale de France.

## Localisation

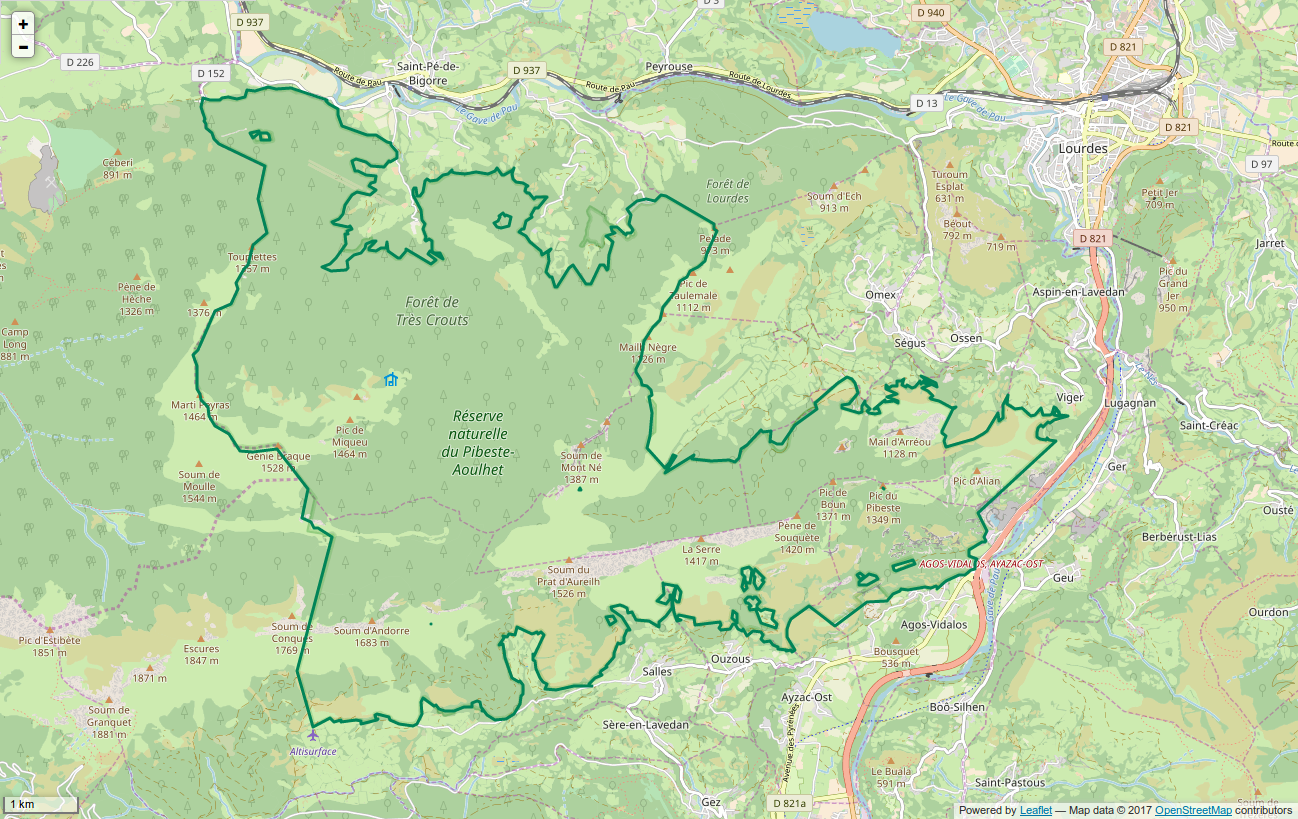
Périmètre de la réserve naturelle.

Le territoire de la réserve naturelle est dans le département des Hautes-Pyrénées, sur les communes d'Agos-Vidalos, Omex, Ossen, Ouzous, Saint-Pé-de-Bigorre, Salles, Sère-en-Lavedan, Ségus et Viger. S'étendant entre 400 m et 1 680 m d'altitude, il est constitué des versants de l'estrèm de Salles, du Batsurguère et de saint-Pé-de-Bigorre pour une surface totale de 5 110 ha. Cela en fait la première RNR de France en termes de surface. Des RNN plus vastes existent.

## Histoire du site et de la réserve
Un arrêté préfectoral du 7 octobre 1994 créé la réserve naturelle volontaire du Pibeste. Celle-ci est étendue en 2002 jusqu'à atteindre 2 610 ha.
La procédure de classement en RNR est initiée en 2009 et aboutit en 2012.

## Écologie (biodiversité, intérêt écopaysager…)
Le site comprend des estives, des milieux boisés et rupestres. Sa position entre les zones atlantique et méditerranéenne ainsi que les expositions opposées des versants entraîne la présence d'espèces des deux zones. La forêt occupe plus de 50 % du territoire.
On rencontre 3 climats sur le site : océanique, montagnard et sub-méditerranéen.

### Flore
La flore compte 850 espèces végétales dont l'Erodium de Manescaut, l'Aspérule hérisée, l'Iris à feuilles de graminées, l'Androsace cylindrica, la Bartsie en épi, le Rossolis à feuilles rondes, le Genêt occidental, l'Ophioglosse des Açores ou le Millepertuis de Burser,.

### Faune
On compte sur la réserve naturelle 27 espèces de mammifères dont le Desman, l'Isard, le Mouflon, le Chat forestier, le Blaireau, la Martre et la Genette. Pour les chiroptères, on note la présence du Minioptère de Schreibers, du Murin de Daubenton, des grand et petit Murins, du Rhinolophe euryale, des grand et petit rhinolophes, des Vespertilion à oreilles échancrées et Vespertilion de Natterer,.
On trouve sur le site 112 espèces d'oiseaux comme le Grand tétras, le Lagopède, les Perdrix grise et rouge, le Pic à dos blanc, le Pic mar, l'Accenteur alpin, le Chocard à bec jaune, le Tichodrome échelette dont 90 sont protégées. Les rapaces comptent 22 espèces dont 18 nicheuses : Gypaète barbu, Circaète Jean-le-blanc, Vautour percnoptère, Vautour fauve, Aigle royal, Aigle botté, Faucon pèlerin,.
Pour les amphibiens, on peut citer l'Euprocte, l'Alyte accoucheur et la Salamandre. Les reptiles comptent la Coronelle lisse, la Couleuvre à collier et la Couleuvre verte et jaune,.
Mentionnons également un insecte remarquable, la Rosalie des Alpes.

## Intérêt touristique et pédagogique
À proximité de la ville de Lourdes, le site est sujet à une forte fréquentation. L'accès à la réserve est libre dans le respect de la réglementation. 
13 sentiers de randonnée pédestre, dont le GR 101, sillonnent le territoire ainsi qu'un sentier botanique.

## Administration, plan de gestion, règlement
La réserve naturelle est gérée par le SIVU du Massif du Pibeste-Aoulhet.

### Outils et statut juridique
La réserve naturelle volontaire a été créée par un arrêté préfectoral du 22 août 1997. Le classement en réserve naturelle régionale est intervenu par une délibération du Conseil régional du 9 février 2012 pour une durée de 10 ans.
Par ailleurs, le site fait partie de ZNIEFF de type 1 et 2 ainsi que de la ZSC FR7300920 « Granquet, Pibeste et Soum d'Ech ».